# Péguy Luyindula
Péguy Luyindula Makanda (Kinshasa, 25 maggio 1979) è un dirigente sportivo ed ex calciatore francese, nato nella Repubblica Democratica del Congo, di ruolo attaccante.

## Carriera

### Giocatore

#### Club

##### Inizi
Nella stagione 1997-1998 ha militato nel Niort, in Ligue 2, collezionando un totale di 8 reti in 27 presenze. Nel 1998 si è trasferito allo Strasburgo, in Ligue 1. Il debutto nel massimo campionato francese è avvenuto l'8 agosto 1998, in Strasburgo-Olympique Lione (0-0), subentrando a Seo Jung-won all'inizio del secondo tempo. Ha messo a segno la sua prima rete con il Racing il 3 dicembre 1999, nell'incontro di campionato Strasburgo-Bastia (2-0), siglando la rete del momentaneo 1-0 al minuto 16 del primo tempo. Il 2 febbraio 2000, nell'incontro di campionato Strasburgo-Olympique Lyone (4-2), ha messo a segno una tripletta, risultando il calciatore più giovane (20 anni e 293 giorni) a realizzare una tripletta nel massimo campionato francese con la maglia del Racing.

##### 2001-2007: dall'Olympique Lione ai prestiti
Nell'agosto 2001 si è trasferito all'Olympique Lione. Ha debuttato con la nuova maglia l'8 settembre 2001, nell'incontro di campionato Olympique Marsiglia-Olympique Lione (0-0), subentrando a Frédéric Née al minuto 71. Il 18 settembre 2001 ha debuttato nelle competizioni europee, scendendo in campo in Olympique Lione-Bayer Leverkusen (0-1), incontro valido per la Champions League. Ha militato nell'OL per tre stagioni, totalizzando 126 presenze e 46 reti realizzate. Con il club lionese ha vinto tre campionati ed una Supercoppa di Francia. Il 1º agosto 2004 si è trasferito all'Olympique Marsiglia. Il debutto con il club biancoazzurro è avvenuto il 7 agosto 2004, nell'incontro di campionato Olympique Marsiglia-Bordeaux (1-0). Il 13 agosto 2005 si è trasferito in prestito all'Auxerre. Il debutto con il club borgognone è avvenuto il 20 agosto 2005, nell'incontro di campionato Lens-Auxerre (7-0). Il 31 agosto 2006 viene ceduto, sempre con la formula del prestito, al Levante, club spagnolo. Ha debuttato nella massima serie spagnola il 10 settembre 2006, nell'incontro Levante-Real Madrid (1-4), subentrando a Riga Mustapha al minuto 65.

##### 2007-2015: Paris Saint-Germain e New York Red Bulls
Il 31 gennaio 2007 è passato al Paris Saint-Germain, facendo così ritorno in Francia. Il debutto con il club parigino è avvenuto il 10 febbraio 2007, nell'incontro di campionato PSG-Monaco (4-2). Con il PSG ha disputato sette stagioni, totalizzando 180 presenze e 37 reti. Nel dicembre 2012 ha risolto il proprio contratto con il PSG, rimanendo svincolato. Il 19 marzo 2013 è stato ufficializzato il suo ingaggio da parte del New York Red Bulls, club statunitense. Il debutto in Major League Soccer è avvenuto il 23 marzo 2013, in Montreal Impact-New York Red Bulls (1-0). Ha messo a segno la sua prima rete negli USA il 14 luglio 2013, nell'incontro di campionato New York Red Bulls-Montreal Impact (4-0), siglando la rete del definitivo 4-0 al minuto 88. Nel maggio 2015 si è ritirato.

#### Nazionale
Ha debuttato in Nazionale maggiore il 18 febbraio 2004, nell'amichevole Belgio-Francia (0-2). Ha messo a segno la sua prima rete con la maglia della Nazionale il 18 agosto 2004, nell'amichevole Francia-Bosnia ed Erzegovina (1-1), siglando la rete del momentaneo 1-0 al minuto 7 del primo tempo. Ha collezionato in totale, con la maglia della Nazionale maggiore, 6 presenze e una rete.

### Dirigente
Il 13 luglio 2019 è diventato strategic advisor del Digione. Il 4 maggio 2020 è stato nominato direttore sportivo del Digione. Il 5 novembre 2020 ha risolto il proprio contratto.

## Statistiche

### Presenze e reti nei club
| Stagione                   | Squadra                    | Campionato                 | Campionato | Campionato | Coppe nazionali | Coppe nazionali | Coppe nazionali | Coppe continentali | Coppe continentali | Coppe continentali | Altre coppe | Altre coppe | Altre coppe | Totale | Totale |
| Stagione                   | Squadra                    | Comp                       | Pres       | Reti       | Comp            | Pres            | Reti            | Comp               | Pres               | Reti               | Comp        | Pres        | Reti        | Pres   | Reti   |
| -------------------------- | -------------------------- | -------------------------- | ---------- | ---------- | --------------- | --------------- | --------------- | ------------------ | ------------------ | ------------------ | ----------- | ----------- | ----------- | ------ | ------ |
| 1997-1998                  | Niort                      | D2                         | 27         | 8          | CDF+CDLL        | 1+3             | 0+0             | -                  | -                  | -                  | -           | -           | -           | 31     | 0      |
| 1998-1999                  | Strasburgo                 | D1                         | 18         | 0          | CDF+CDLL        | 2+1             | 0+0             | -                  | -                  | -                  | -           | -           | -           | 21     | 0      |
| 1999-2000                  | Strasburgo                 | D1                         | 30         | 7          | CDF+CDLL        | 4+3             | 1+0             | -                  | -                  | -                  | -           | -           | -           | 37     | 8      |
| 2000-2001                  | Strasburgo                 | D1                         | 31         | 7          | CDF+CDLL        | 6+1             | 4+2             | -                  | -                  | -                  | -           | -           | -           | 38     | 13     |
| giu.-ago. 2001             | Strasburgo                 | D2                         | 6          | 5          | CDF+CDLL        | 0+0             | 0+0             | -                  | -                  | -                  | TDC         | 1           | 0           | 7      | 5      |
| Totale Strasburgo          | Totale Strasburgo          | Totale Strasburgo          | 85         | 19         |                 | 12+5            | 5+2             |                    | -                  | -                  |             | 1           | 0           | 103    | 26     |
| 2001-2002                  | Olympique Lione            | D1                         | 21         | 6          | CDF+CDLL        | 2+2             | 2+1             | UCL+UEFA           | 5+3                | 1+1                | -           | -           | -           | 33     | 11     |
| 2002-2003                  | Olympique Lione            | L1                         | 33         | 11         | CDF+CDLL        | 1+2             | 0+3             | UCL+UEFA           | 3+2                | 1+0                | TDC         | 1           | 0           | 42     | 15     |
| 2003-2004                  | Olympique Lione            | L1                         | 37         | 16         | CDF+CDLL        | 3+1             | 1+1             | UCL                | 10                 | 2                  | -           | -           | -           | 51     | 20     |
| Totale Olympique Lione     | Totale Olympique Lione     | Totale Olympique Lione     | 91         | 33         |                 | 6+5             | 3+5             |                    | 18+5               | 4+1                |             | 1           | 0           | 126    | 46     |
| 2004-2005                  | Olympique Marsiglia        | L1                         | 35         | 10         | CDF+CDLL        | 1+1             | 0+0             | -                  | -                  | -                  | -           | -           | -           | 37     | 10     |
| giu.-ago. 2005             | Olympique Marsiglia        | L1                         | 2          | 0          | CDF+CDLL        | 0+0             | 0+0             | Intertoto          | 3                  | 1                  | -           | -           | -           | 5      | 1      |
| Totale Olympique Marsiglia | Totale Olympique Marsiglia | Totale Olympique Marsiglia | 37         | 10         |                 | 1+1             | 0+0             |                    | 3                  | 1                  |             |             |             | 42     | 11     |
| 2005-2006                  | Auxerre                    | L1                         | 33         | 10         | CDF+CDLL        | 2+2             | 0+0             | -                  | -                  | -                  | -           | -           | -           | 37     | 10     |
| 2006-gen. 2007             | Levante                    | PD                         | 10         | 0          | CDR             | 2               | 0               | -                  | -                  | -                  | -           | -           | -           | 12     | 0      |
| gen.-giu. 2007             | Paris Saint-Germain        | L1                         | 14         | 3          | CDF+CDLL        | 0+0             | 0+0             | UEFA               | 4                  | 0                  | -           | -           | -           | 18     | 3      |
| 2007-2008                  | Paris Saint-Germain        | L1                         | 31         | 5          | CDF+CDLL        | 4+3             | 0+0             | -                  | -                  | -                  | -           | -           | -           | 38     | 5      |
| 2008-2009                  | Paris Saint-Germain        | L1                         | 34         | 5          | CDF+CDLL        | 1+4             | 0+2             | UEFA               | 12                 | 6                  | -           | -           | -           | 51     | 13     |
| 2009-2010                  | Paris Saint-Germain        | L1                         | 28         | 6          | CDF+CDLL        | 2+1             | 2+0             | -                  | -                  | -                  | -           | -           | -           | 31     | 8      |
| 2010-2011                  | Paris Saint-Germain        | L1                         | 23         | 0          | CDF+CDLL        | 4+2             | 3+1             | EL                 | 11                 | 4                  | TDC         | 1           | 0           | 41     | 8      |
| 2011-2012                  | Paris Saint-Germain        | L1                         | 0          | 0          | CDF+CDLL        | 0+0             | 0+0             | EL                 | 0                  | 0                  | -           | -           | -           | 0      | 0      |
| 2012-2013                  | Paris Saint-Germain        | L1                         | 0          | 0          | CDF+CDLL        | 0+1             | 0+0             | UCL                | 0                  | 0                  | -           | -           | -           | 1      | 0      |
| Totale Paris Saint-Germain | Totale Paris Saint-Germain | Totale Paris Saint-Germain | 130        | 19         |                 | 11+11           | 5+3             |                    | 27                 | 10                 |             | 1           | 0           | 180    | 37     |
| 2013                       | N.Y. Red Bulls             | MLS                        | 22         | 1          | USOC+MLSC       | 2+2             | 0+0             | -                  | -                  | -                  | -           | -           | -           | 26     | 1      |
| 2014                       | N.Y. Red Bulls             | MLS                        | 26         | 5          | USOC+MLSC       | 1+5             | 0+3             | CCL                | 2                  | 0                  | -           | -           | -           | 34     | 8      |
| Totale N.Y. Red Bulls      | Totale N.Y. Red Bulls      | Totale N.Y. Red Bulls      | 48         | 6          |                 | 3+7             | 0+3             |                    | 2                  | 0                  |             |             |             | 60     | 9      |
| Totale carriera            | Totale carriera            | Totale carriera            | 461        | 105        |                 | 72              | 26              |                    | 55                 | 16                 |             | 3           | 0           | 591    | 147    |

### Cronologia presenze e reti in nazionale
| Cronologia completa delle presenze e delle reti in nazionale ― Francia | Cronologia completa delle presenze e delle reti in nazionale ― Francia | Cronologia completa delle presenze e delle reti in nazionale ― Francia | Cronologia completa delle presenze e delle reti in nazionale ― Francia | Cronologia completa delle presenze e delle reti in nazionale ― Francia | Cronologia completa delle presenze e delle reti in nazionale ― Francia | Cronologia completa delle presenze e delle reti in nazionale ― Francia | Cronologia completa delle presenze e delle reti in nazionale ― Francia |
| Data                                                                   | Città                                                                  | In casa                                                                | Risultato                                                              | Ospiti                                                                 | Competizione                                                           | Reti                                                                   | Note                                                                   |
| ---------------------------------------------------------------------- | ---------------------------------------------------------------------- | ---------------------------------------------------------------------- | ---------------------------------------------------------------------- | ---------------------------------------------------------------------- | ---------------------------------------------------------------------- | ---------------------------------------------------------------------- | ---------------------------------------------------------------------- |
| 18-2-2004                                                              | Bruxelles                                                              | Belgio                                                                 | 0 – 2                                                                  | Francia                                                                | Amichevole                                                             | -                                                                      | 61’                                                                    |
| 31-3-2004                                                              | Rotterdam                                                              | Paesi Bassi                                                            | 0 – 0                                                                  | Francia                                                                | Amichevole                                                             | -                                                                      | 69’                                                                    |
| 18-8-2004                                                              | Rennes                                                                 | Francia                                                                | 1 – 1                                                                  | Bosnia ed Erzegovina                                                   | Amichevole                                                             | 1                                                                      |                                                                        |
| 13-10-2004                                                             | Nicosia                                                                | Cipro                                                                  | 0 – 2                                                                  | Francia                                                                | Qual. Mondiali 2006                                                    | -                                                                      | 66’                                                                    |
| 28-3-2009                                                              | Kaunas                                                                 | Lituania                                                               | 0 – 1                                                                  | Francia                                                                | Qual. Mondiali 2010                                                    | -                                                                      | 64’                                                                    |
| 1-4-2009                                                               | Saint-Denis                                                            | Francia                                                                | 1 – 0                                                                  | Lituania                                                               | Qual. Mondiali 2010                                                    | -                                                                      | 70’                                                                    |
| Totale                                                                 |                                                                        | Presenze                                                               | 6                                                                      |                                                                        | Reti                                                                   | 1                                                                      |                                                                        |

## Palmarès

### Club

#### Competizioni nazionali
- Campionato francese: 3

Lione: 2001-2002, 2002-2003, 2003-2004
- Coppa di Francia: 2

Strasburgo: 2000-2001
Paris Saint-Germain: 2009-2010
- Supercoppa francese: 1

Lione: 2002

### Individuale
- Capocannoniere della Coupe de la Ligue: 1

2002-2003 (3 reti)